# Albert Díaz
Albert Díaz (Palma, 9 de març de 1968) és un pianista de Mallorca.
Va realitzar la seva formació pianística sota la direcció d'Emili Muriscot. És doctor per la Universitat de les Illes Balears. Va obtenir un primer premi final de grau de la seva promoció al Conservatori de les Illes Balears.
Ha actuat en importants sales de concert com l'Auditòrium de Palma, Sala Alfred Cortot de París, Centre de Cultura de Barcelona, S. Gregori el Gran d'Assisi i Teatre Comunale d'Umbria (Itàlia), així com en prestigiosos festivals, Festival Internacional F. Chopin de Valldemossa, Festival Internacional Chopin de Caserta a Nàpols i en nombrosos concerts per tot Espanya, Itàlia, Bèlgica, Miami, ciutat on va ser guardonat pel Comtat de Miami Dade, al Elebash Recital Hall of Graduate Center de Nova York, a la Accademia di Spagna de Roma i darrerament ha actuat a la seu de Nacions Unides de Ginebra (Suïssa). Ha realitzat concerts com a solista amb la Deutsch-Französisches Kammerorchester, amb l'Orquestra Simfònica de les Illes Balears, amb la Kammerphilharmonie Baden-Württemberg i amb l'orquestra de Cambra Els Solistes de Mallorca.
Compta amb diversos treballs discogràfics, entre ells un CD de la integral de l'obra de Chopin per a piano a quatre mans que inclou el primer enregistrament d'una partitura inèdita, "Robert le diable", amb el pianista Xavier Mut, un CD amb obres per a veu i piano de compositors espanyols i mallorquins, amb la soprano Isabel Rosselló.
El 2015 va ser nomenat nou director acadèmic del Conservatori Superior de Música de les Illes Balears. El 2016 va rebre l'estrella d'or de l'excel·lència professional, de part del govern espanyol. Va dimitir del càrrec el 2017 perquè no podia sostenir la càrrega extra de feina que li suposava el càrrec.